# Bernice Orwig
Bernice Jane Orwig (Anaheim, 24 de novembro de 1976) é uma jogadora de polo aquático estadunidense, medalhista olímpica.

## Carreira
Bernice Orwig fez parte do elenco medalha de prata em Sydney 2000.